# Стрибки у воду на літніх Олімпійських іграх 2016 — синхронна вишка, 10 метрів (чоловіки)
Змагання з синхронних стрибків у воду 10-метрової вишки серед чоловіків на літніх Олімпійських іграх 2016 пройшли 8 серпня у Водному центрі Марії Ленк. У змаганнях брали участь 16 спортсменів з 8-ми країн.

## Призери
| Золото                        | Срібло                           | Бронза                                            |
| Китай · Лінь Юе · Чень Айсень | США · Девід Бодая · Стіл Джонсон | Велика Британія · Томас Дейлі · Даніель Гудфіллоу |

## Розклад
Час місцевий (UTC−3)
| Дата     | Час   | Раунд |
| -------- | ----- | ----- |
| 8 серпня | 16:00 | Фінал |

## Результати
Змагання з синхронних стрибків проходять в один раунд, під час якого учасники виконують по 6 стрибків — 2 обов'язкових і 4 довільні. Дует, який набере найбільшу суму балів, стане володарем золотих медалей.
| Місце | Країна                                              | Стрибки | Стрибки | Стрибки | Стрибки | Стрибки | Стрибки | Загалом |
| Місце | Країна                                              | 1       | 2       | 3       | 4       | 5       | 6       | Загалом |
| ----- | --------------------------------------------------- | ------- | ------- | ------- | ------- | ------- | ------- | ------- |
| 1     | Китай (CHN) Чень Айсень Лінь Юе                     | 57.00   | 57.00   | 92.82   | 85.32   | 106.56  | 98.28   | 496.98  |
| 2     | США (USA) Девід Бодая Стіл Джонсон                  | 54.00   | 53.40   | 83.52   | 85.68   | 85.47   | 95.04   | 457.11  |
| 3     | Велика Британія (GBR) Томас Дейлі Даніель Гудфіллоу | 51.60   | 49.80   | 79.68   | 81.60   | 92.13   | 89.64   | 444.45  |
| 4     | Німеччина (GER) Патрік Гаусдінґ Саша Кляйн          | 51.00   | 48.60   | 74.88   | 92.88   | 84.66   | 86.40   | 438.42  |
| 5     | Мексика (MEX) Іван Гарсія Херман Санчес             | 51.60   | 49.20   | 79.92   | 82.14   | 77.22   | 83.22   | 423.30  |
| 6     | Україна (UKR) Максим Долгов Олександр Горшковозов   | 50.40   | 49.80   | 77.76   | 84.48   | 68.82   | 90.72   | 421.98  |
| 7     | Росія (RUS) Віктор Мінібаєв Микита Шлейхер          | 51.00   | 48.60   | 78.54   | 67.71   | 87.48   | 84.24   | 417.57  |
| 8     | Бразилія (BRA) Жаксон Олівейра Хьюго Парізі         | 49.80   | 48.00   | 71.10   | 70.08   | 61.38   | 68.16   | 368.52  |